# Sepia longipes
Sepia longipes är en bläckfiskart som beskrevs av Sasaki 1914. Sepia longipes ingår i släktet Sepia och familjen Sepiidae. IUCN kategoriserar arten globalt som otillräckligt studerad. Inga underarter finns listade i Catalogue of Life.